# Peter von Hess

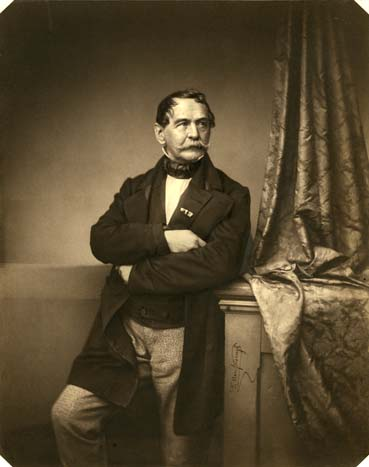
Peter von Hess

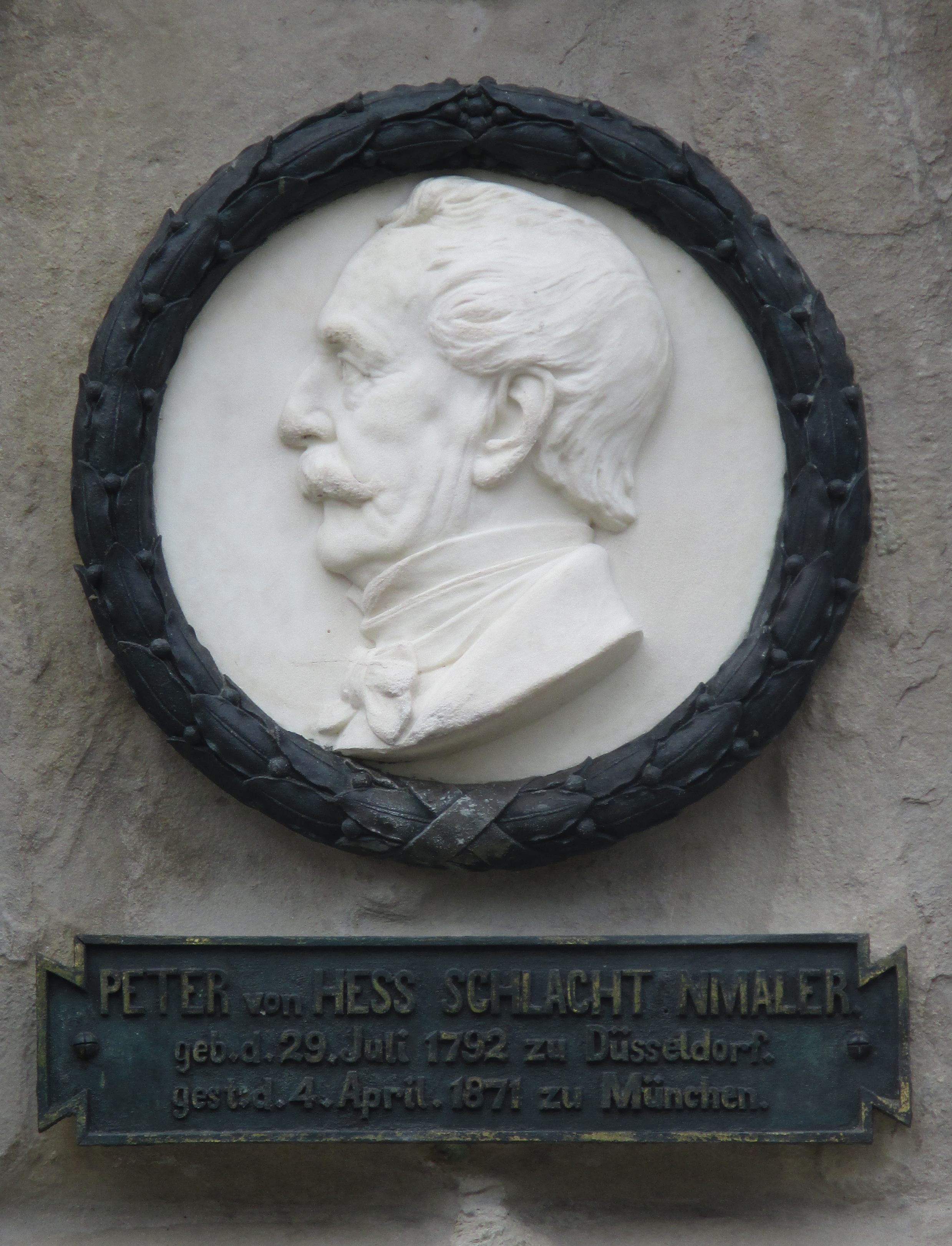
Porträt-Medaillon auf dem Grabstein von Hess

Peter Heinrich Lambert Hess (auch Heß), ab 1861 Ritter von Hess, (* 29. Juli 1792 in Düsseldorf; † 4. April 1871 in München) war ein deutscher Schlachten- und Genremaler.

## Leben
Hess war der Sohn des Kupferstechers Carl Ernst Christoph Hess und Bruder von Heinrich Maria von Hess. Seit 1782 war sein Vater Professor für Kupferstich an der Kunstakademie Düsseldorf, 1783 zog der Vater nach München, später wieder zurück nach Düsseldorf, wo er 1791 Marie Lambertine heiratete, die Tochter von Lambert Krahe. Von seinem Vater erhielt er seinen ersten künstlerischen Unterricht in Düsseldorf. Ab 1800 schuf Hess seine ersten Stiche; meistenteils bevorzugte er hier die Darstellungen von Tieren.
Mit 14 Jahren wurde Hess 1806 als Schüler an der Kunstakademie in München zugelassen. Seinen Militärdienst konnte er im Generalstab des Fürsten Carl Philipp von Wrede ableisten. Diesen begleitete er auch während der Kriege 1813 bis 1815 und auch zum Wiener Kongress. In dieser Zeit schuf Hess eine Vielzahl von Skizzen, welche dann die Grundlage für seine Ölbilder bildeten.
Später unternahm Hess immer wieder Studienreisen durch die Schweiz, nach Italien und nach Österreich. In seinem Frühwerk waren die Bilder eher klein gehalten; das erste großformatige Bild von Peter Hess war die Darstellung der Schlacht von Arcis sur Aube vom Mai 1814.
1833 begleitete er König Otto I. nach Griechenland und hielt dort u. a. dessen Einzug in Nauplia fest. 1835 entstand darüber ein Gemälde in Öl mit vielen Porträts; 1839 ein zweites, welches den Empfang Ottos in Athen zeigt (beide heute in München, Neue Pinakothek). 1839 folgte Hess der Einladung des Zaren Nikolaus I. nach Sankt Petersburg und Moskau und stellte in acht großen Schlachtenbildern die Hauptereignisse von 1812 dar. In den Arkaden des Münchener Hofgartens führte er mit seinem Gehilfen Nilson 39 Fresken aus der Geschichte des griechischen Unabhängigkeitsbewegung aus.
Im Jahr 1861 wurde ihm das Ritterkreuz des Verdienstorden der Bayerischen Krone verliehen. Damit verbunden war die Erhebung in den persönlichen bayerischen Adelsstand. Außerdem erhielt er 1838 das Ritterkreuz I. Klasse des Verdienstordens vom Heiligen Michael und 1853 den Bayerischen Maximiliansorden für Wissenschaft und Kunst. Auch mit ausländischen Orden wurde er geehrt, so als Offizier des Belgischen Leopoldsordens und mit dem Sankt-Stanislaus-Orden II. Klasse.
Hess starb im Alter von 78 Jahren am 4. April 1871 in München.

## Grabstätte

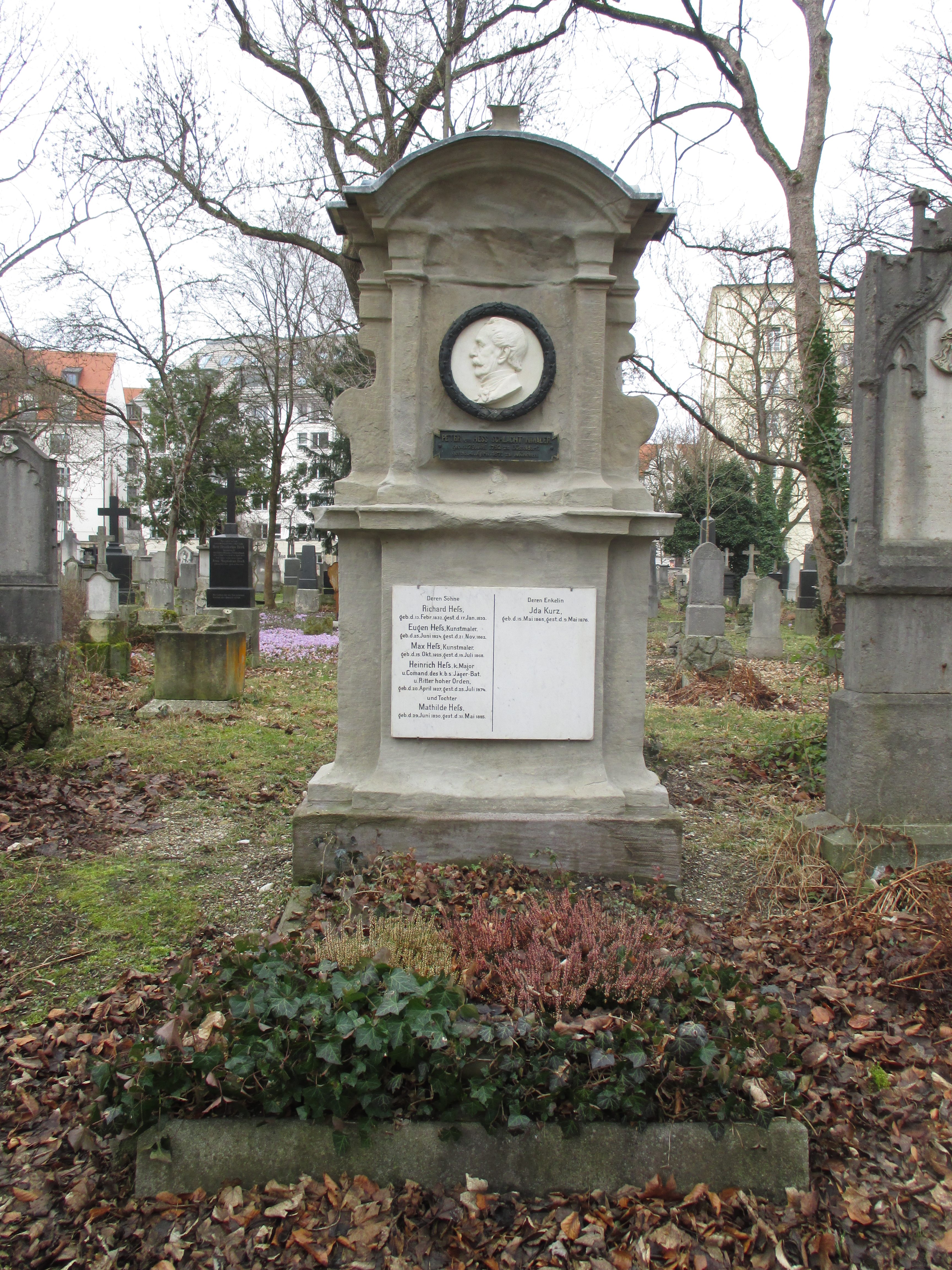
Grab von Peter Hess auf dem Alten Südlichen Friedhof in München

Die Grabstätte von Peter von Hess befindet sich auf dem Alten Südlichen Friedhof in München (Gräberfeld 13, Reihe 1, Platz 50/51) Standort. In dem Grab liegen auch:
- sein Vater Carl Ernst Christoph Hess (1755–1828)[6]
- sein Sohn Eugen Hess (1824–1862)[6]
- sein Sohn Max Hess (1825–1868)[6]
- sein Sohn Heinrich Hess (1827-18¿)[6]
- seine Tochter Mathilde (1830–1885)
- sein Sohn Richard (1832–1833)

## Familie
Die Söhne von Peter von Hess Max und Eugen waren ebenfalls als Maler tätig.

## Namensgeber für Straße
Nach Peter von Hess und seinem Bruder Heinrich Maria von Hess wurde 1867 in München im Stadtteil Maxvorstadt (Stadtbezirk 3 – Maxvorstadt) Lage die Heßstraße benannt.

Am Chiemsee
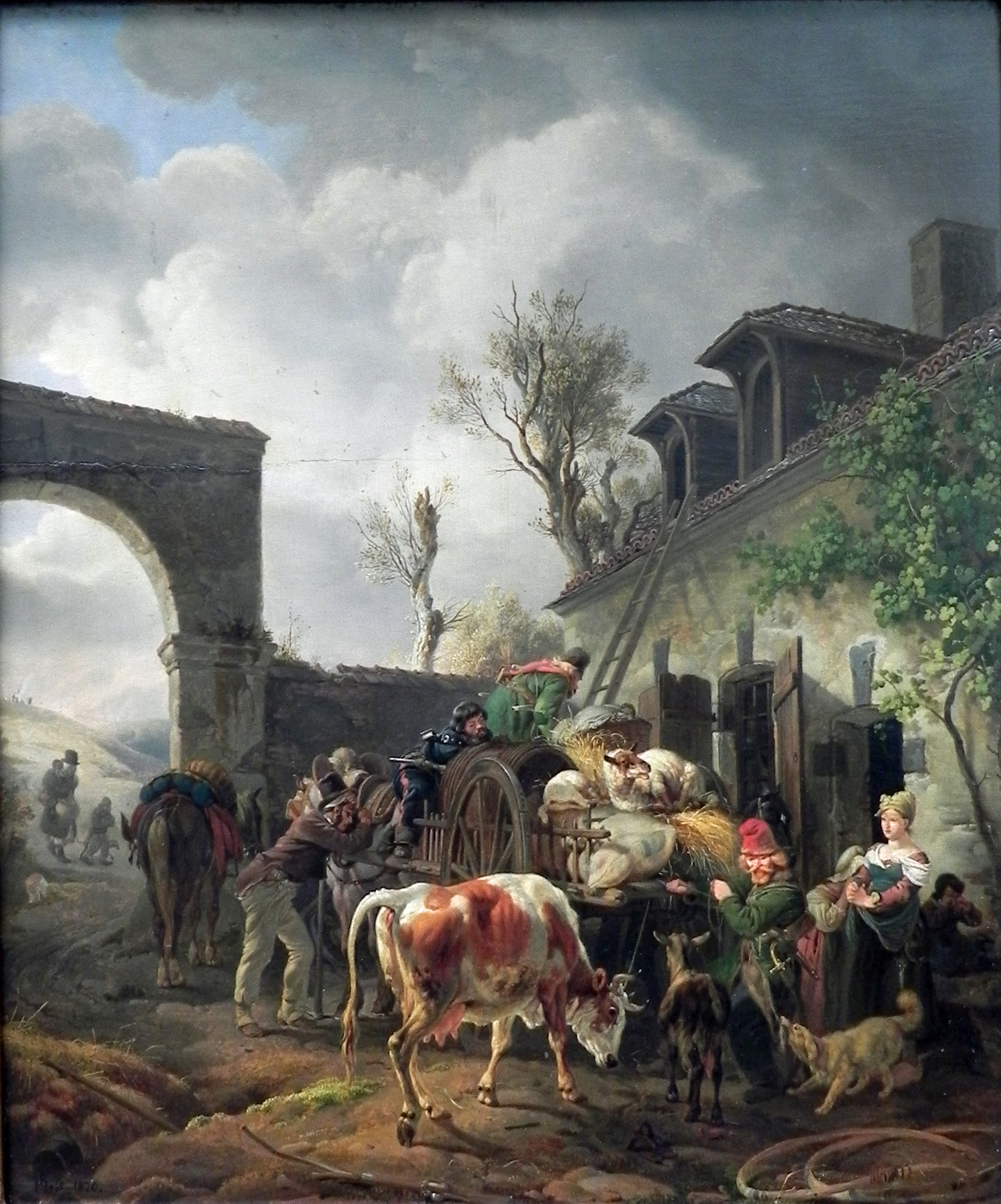
Plündernde Kosaken (1820), Alte Nationalgalerie Berlin
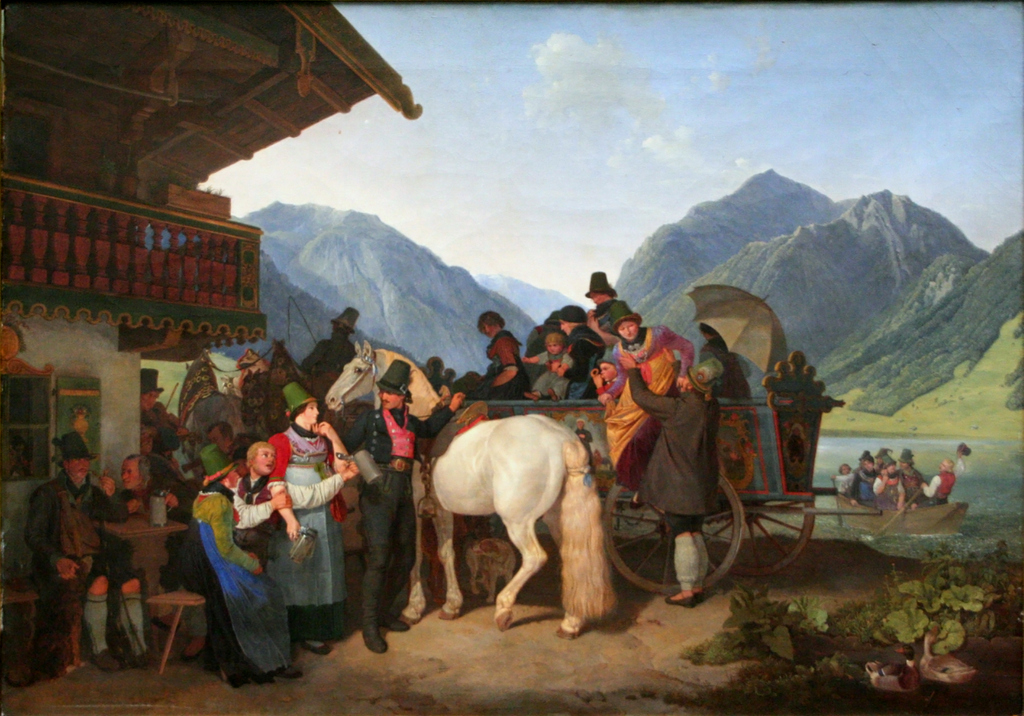
Sankt-Leonhardsfest in Fischhausen (1825)
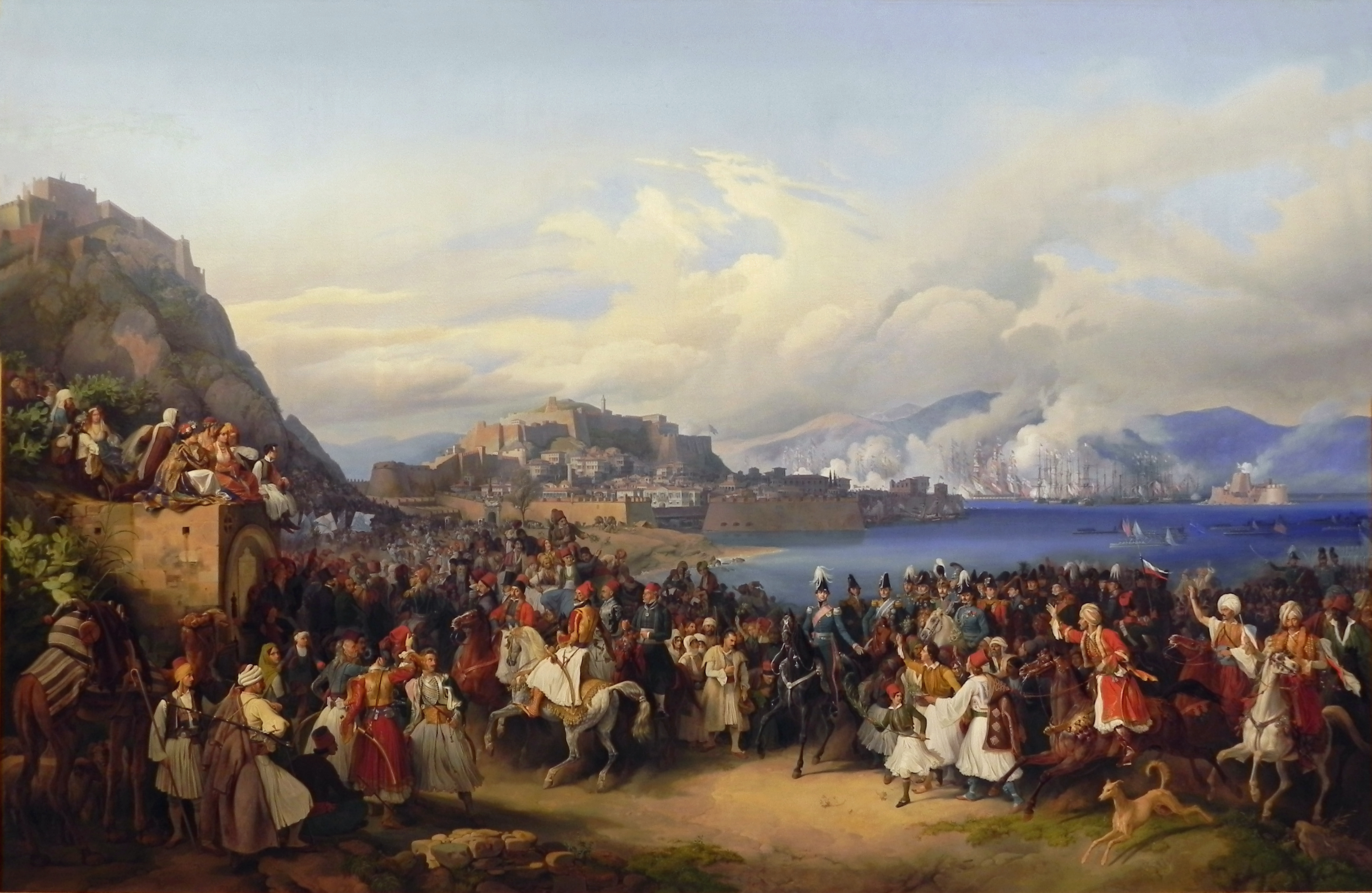
Einzug König Ottos in Nauplia (1835)
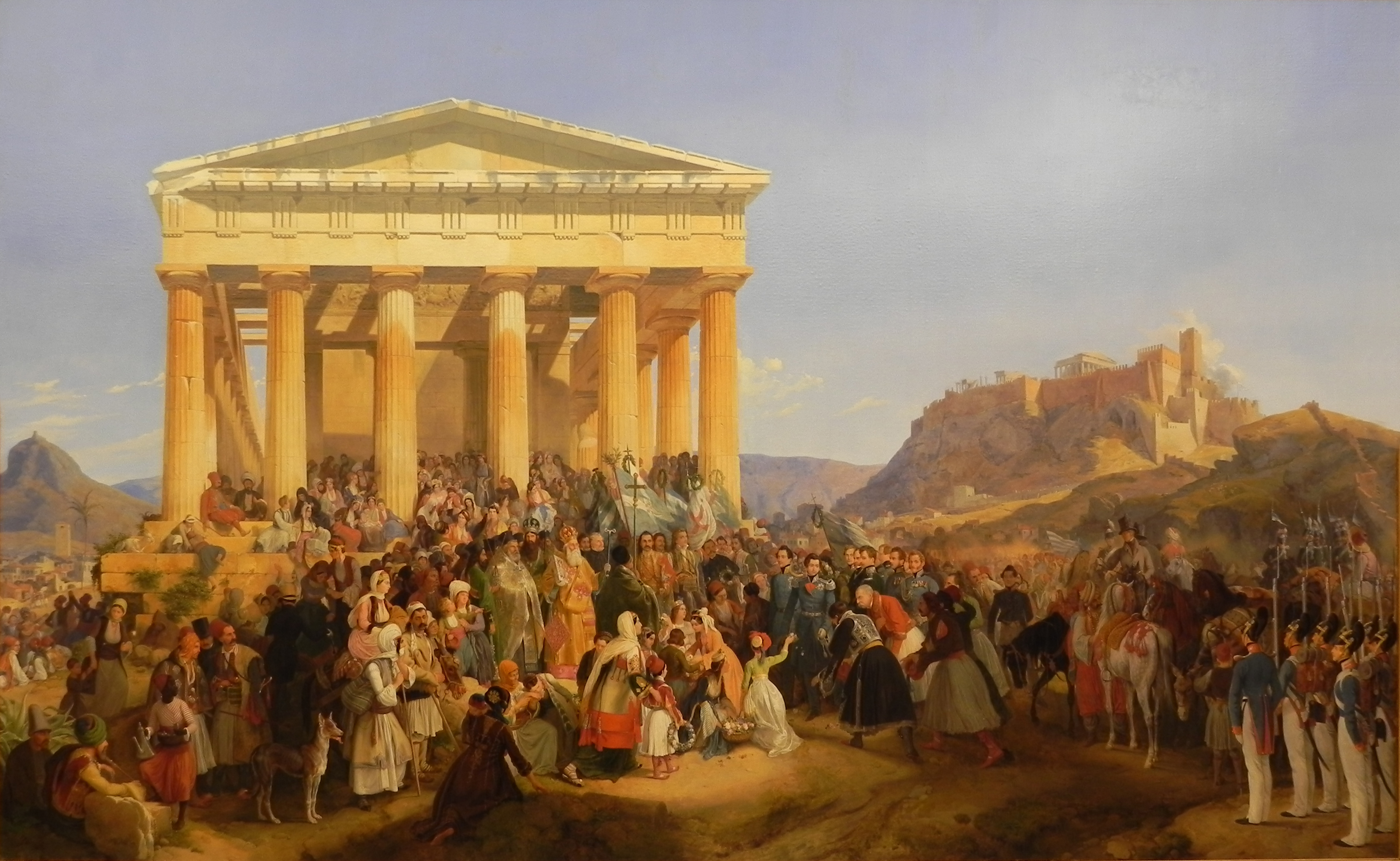
Empfang König Ottos von Griechenland in Athen (1839)
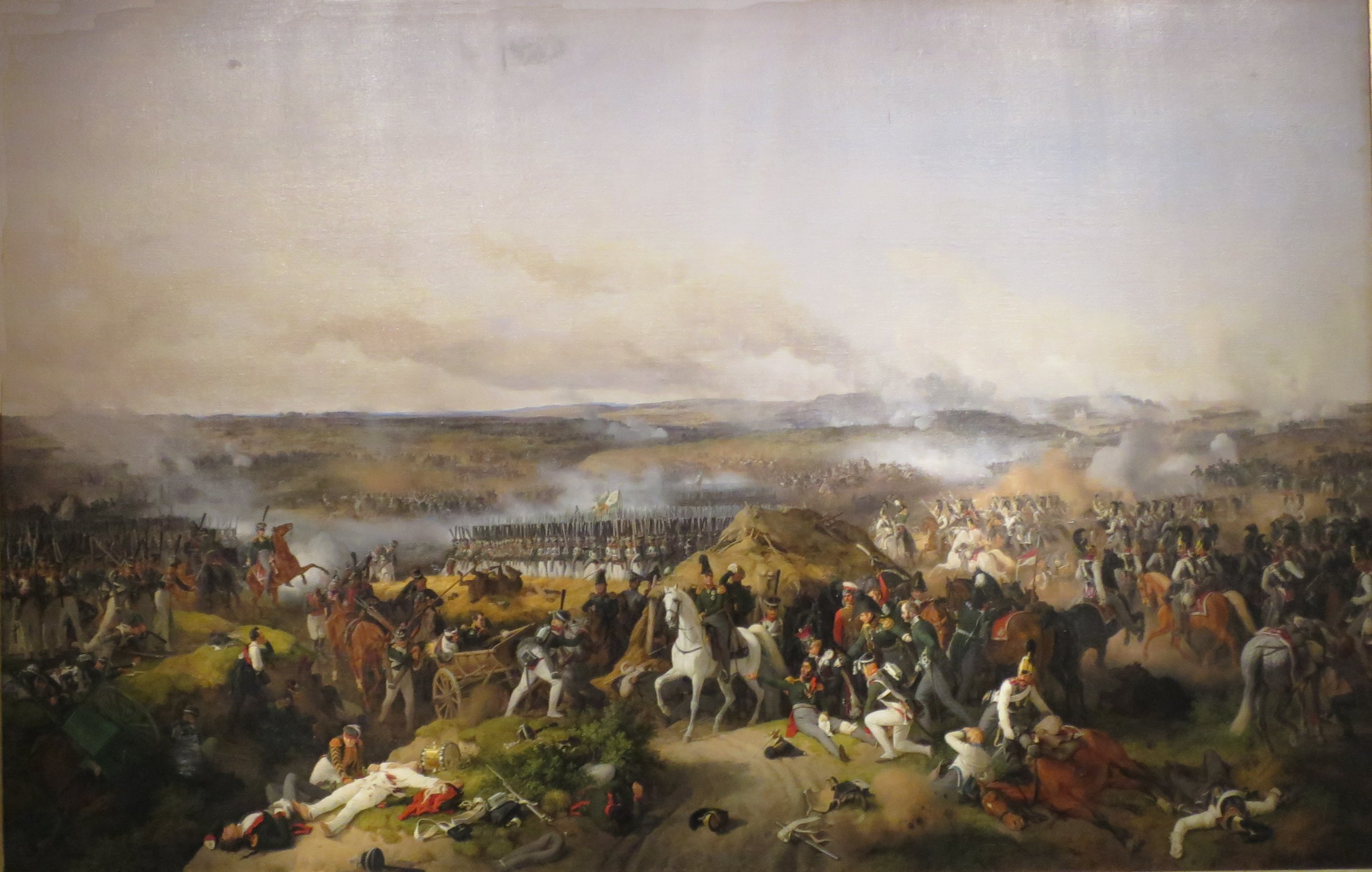
Die Schlacht bei Borodino (1843)
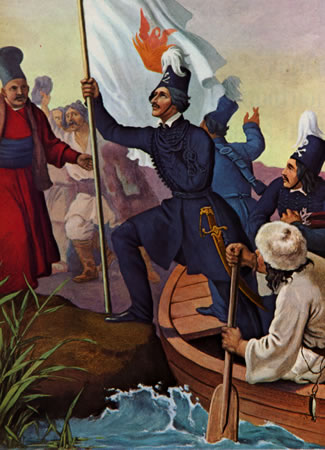
Der griechische Revolutionär Alexander Ypsilantis überquert 1821 bei Sculeni den Pruth.
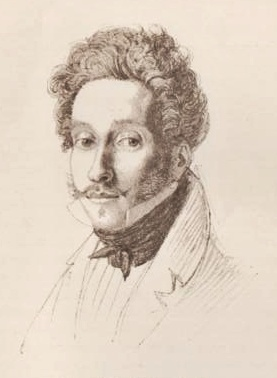
Carl von Mannlich, bayerischer Offizier (Zeichnung um 1820)

## Werke (Auswahl)
- Siegesmeldung durch den Feldmarschall Fürst Karl Philipp zu Schwarzenberg an die verbündeten Monarchen Kaiser Franz I. von Österreich, König Friedrich Wilhelm III. von Preußen und Alexander I. von Russland nach der Schlacht bei Leipzig am 19. Oktober 1813, Öl auf Karton, ca. 22 × 40 cm, Heeresgeschichtliches Museum, Wien.
- Schlacht von Arcis sur Aube
- Verteidigung der Kinzigbrücke bei Hanau
- Scharmützel zwischen französischen Dragonern und österreichischen Husaren
- Donkosaken mit gefangenen französischen Bauern
- Morgen von Partenkirchen
- Die Schlacht bei Borodino
- Einzug König Ottos in Nauplia
- Biwak österreichischer Truppen (1823)
- Marketenderszene Öl/Holz (1825) Alte Nationalgalerie Berlin
- Überfall Österreichischer Ulanen Öl/Holz  (1828)
- Palikaren bei Athen (1829) Alte Nationalgalerie Berlin
- Gefecht bei Bodenbühl (1829)
- Gefecht bei Wörgl Öl auf Leinwand (1832) Residenz München